# 一部關於糖的電影
《一部關於糖的電影》（英語：That Sugar Film），是2014年由達蒙·加莫導演並主演的澳大利亞紀錄片，著眼於食物中隱藏的糖及其對人體的影響。 

## 簡介
影片講述了加莫對自己的實驗，他從不含精製糖的正常飲食改為低脂肪高糖的“健康意識”飲食，相當於每天160克（40茶匙）的糖。結果，加莫的體重增加，變得昏昏欲睡，並罹患了脂肪肝。選擇糖類飲食，使其攝取的總熱量攝入不會比正常飲食增加。
對專家的採訪將這種變化歸因於他攝入的高階糖份，特別是果糖可能是罪魁禍首。有人認為，人工甜味劑可能也沒有更好。 
觀眾被介紹到“幸福點”，一個在20世紀60年代創造的術語，在這裡適用於你可以添加到食物中的糖量，使它成為最理想的食物。在“幸福點”之外添加更多的糖會導致欲望的顯著下降。 
實驗結束後，他又恢復了以前的飲食習慣，不良反應基本上很快得到了翻轉。 

## 演員
除了主演的加莫，劇組還包括休·傑克曼（Hugh Jackman）、史蒂芬·弗莱（Stephen Fry）、伊莎贝尔·卢卡斯（Isabel Lucas）和布蘭頓·思懷茲（Brenton Thwaites）。Gary Taubes、Michael Moss和Kimber Stanhope博士接受了採訪，採訪內容包括流行尖端（Depche Mode）、彼得·蓋布瑞爾（Peter Gabriel）和配樂裡的芙蘿倫絲機進份子（Florence and the Machine）。加梅的搭檔、女演員佐伊·塔克韋爾·史密斯（Zoe Tuckwell-Smith）懷着女兒出現在影片中，女兒出生後在製作過程中亮相。

## 評價
美國對這部電影的評估總體上是正面的。根據《纽约时报》的一篇評論，電腦影像、音樂數位、素描和野外旅行的輕鬆融合讓“營養課程很容易消化”。
總結說，“加莫顯然有良好的意圖，然而，一篇Slate雜誌的評論堅持認為“糖衣是高度加工的，充滿了華而不實的、人為的論據，它的許多弱點對消費者是隱藏的。”
《雪梨晨鋒報》的一篇澳大利亞本地評論稱，這部電影“不够嚴謹，根本無法證明任何事情”
來自澳大利亞SBS的一篇文章討論了這部電影的遺產，將其描述為“澳大利亞最成功的紀錄片之一” 
澳大利亞紀錄片基金會推薦這部電影作為教育資源，指出“一部關於糖的電影將永遠改變你對‘健康’食物的看法。”

## 外部連結
- 官方網站 （页面存档备份，存于）
- 互联网电影数据库（IMDb）上《一部關於糖的電影》的资料（英文）
- 一部關於糖的電影：澳洲導演吃糖40天，結果令所有人震驚無比！ - 澳洲生活網